# 해외진출선수 특별지명회의
해외진출선수 특별지명회의는 2007년 4월 2일에 있었던 KBO 리그 특별 지명 회의이다.

## 개요
KBO는 1998년에 아마추어 야구 유망주들의 무분별한 해외 진출을 막기 위해 해외파 복귀 2년 유예 제도를 만들었다. 이는 '1999년 1월 이후부터 해외에 진출한 선수들이 대한민국 복귀를 원할 경우 2년의 유예 기간을 거쳐야 한다'는 내용을 가지고 있다. 여기서 2년은 '소속 팀이 완전히 없어진 시점으로부터 2년'이므로, 임의탈퇴된 경우는 해당 구단과 계약을 완전히 해지해야 유예 기간이 시작된다. 그보다 더 심한 경우에는 KBO가 신분 조회 및 동의 등을 거치지 않고 미국 메이저 리그 구단과 계약한 선수에 대하여 대한민국 무대에 설 수 없도록 영구 자격 정지도 불사하고 있다. 2011년 독립 야구단인 고양 원더스 창단 이후에도 유예 기간 때문에 고양에 입단하여도 퓨처스 리그 번외 경기에 참가하지 못하게 하고 있다. 실제로 복귀 2년 유예 규정으로 인해 투수 김일엽(전 한화 이글스), 투수 정성기(전 NC 다이노스), 투수 정영일(현 SK 와이번스) 등이 유예 기간이 지나서야 대한민국 프로 무대로 복귀할 수 있었고, 보스턴에 입단했었던 안병학의 경우는 유예 기간이 지나서도 지명을 받지 못해 롯데 자이언츠의 신고선수로 입단했다가 1군에 오르지 못하고 방출당했다. 2012년 텍사스에서 방출당한 투수 남윤성(현 SK 와이번스)도 유예 기간에 걸려 교류전에 참가하지 못하고 군 복무 중이다. 유예 기간이 경과한 선수가 KBO 리그 팀과 선수 계약을 체결하고자 할 경우에는 2차 지명 절차를 거처야 하며, 해당 선수들은 2차 지명이 열리기 한 달 전까지 개별적으로 신청서를 접수하고 KBO의 주최로 열리는 트라이아웃에 참가해야 하는 번거로움이 있다.
그러나 2007년 초 KBO 이사회는 '1999년 이후 해외로 진출한 선수 중 5년이 지난 선수'를 유예 기간에 구애받지 않고 복귀할 수 있도록 하는 내용의 일시적 특별 규정에 합의했다. 이 규정은 KBO 리그 중흥을 위해 잘 알려진 선수들을 국내로 복귀시키기 위한 것이었다.
이에 따라, 해당되는 선수들 중 연고 지역 내의 고등학교를 졸업한 선수를 여러 명을 보유한 롯데(송승준, 이승학, 추신수)와 KIA(김병현, 최희섭)는 이들 중 1명만을 지명할 수 있었고, 이후 2007년 4월 2일에 열렸던 지명 회의에서 KIA와 롯데의 지명을 받지 못한 남은 선수 3명에다가 류제국, 그리고 이미 유예 기간이 지났으나 3월 중 뒤늦게 명단에 추가된 채태인을 포함하여 남은 5명을 영입 의사가 있는 6개 구단이 지명하도록 하였다. 6개 구단이 추첨을 통해 지명 순서를 정하였고, '6'번을 뽑은 한화는 지명권을 행사할 수 없었다. 이후 한화 김인식 감독은 이에 대해 불만을 표시하기도 했다. 1994년 메이저 리그에 진출한 박찬호는 위의 조건에 맞지 않았기 때문에, 박찬호가 한화를 통해 대한민국에 들어오기 전 "박찬호 특별법"이 별도로 만들어졌다. 봉중근의 경우는 1997년에 진출했고, 신일고등학교 중퇴 후 신분 유지를 위해 미국에서 고교 교육 과정을 완전히 마쳐서 2007년 1차 정식 지명을 받아 국내에 복귀할 수 있었다.
여기에 지명된 선수들은 국내 복귀 때 지명된 구단과 계약만 하면 곧바로 국내 무대에 설 수 있다. 그리고 다음 해나 그 이후에도 지명된 구단과 계약만 하면 마찬가지로 시즌 중이라도 즉시 복귀할 수 있게 하였다. 송승준은 지명 회의 이전에 고향 팀 롯데 자이언츠와 계약했고, 지명 회의 후 채태인은 삼성 라이온즈와 계약하여 1루수로 전향했다. 최희섭은 지명 회의 후 미국 생활을 청산하고 2007년 시즌 중 고향 팀에 복귀했다. 류제국은 2010년에 미국 생활을 정리하고 영구 귀국한 후, 공익근무요원 복무를 마치고 2013년 1월 31일 LG 트윈스와 계약했다. 이 회의를 통해 해당 선수를 지명한 구단은 해당 선수에 대한 지명권을 다른 구단에 양도할 수 없고, 지명 선수가 국내에 복귀한 1년 동안에는 타 구단으로 트레이드가 금지된다. 단, 예외로 2007년을 마지막으로 해체된 현대 유니콘스는 팀이 해체됐기 때문에 선수단 인계 때 히어로즈에 김병현의 지명권을 인계했으며, 2012년에 김병현도 히어로즈와 계약하여 복귀했다. 추신수 또한 SK가 2021년 초 신세계그룹에 야구단을 매각하면서, 자연히 지명권이 신세계로 넘어갔다.
지명된 선수들 중 투수 이승학은 허리 부상 악화로 2009년 시즌 후 두산에서 방출되어 은퇴했고, 외야수 추신수는 광저우 아시안 게임을 통해 병역을 해결했기 때문에 지속적인 메이저 리그 활동이 가능해져 대한민국 복귀 가능성에 대해서는 물음표였으나, 추신수가 텍사스와의 계약 만료 후 SK의 지명권을 넘겨받은 SSG 랜더스와 계약하면서 지명자 전원이 계약을 완료했다.

## 구단별 지명 선수
| 지명 순서 | 구단          | 지명 선수                       | 출신 고교            | 비고                                                                |
| --------- | ------------- | ------------------------------- | -------------------- | ------------------------------------------------------------------- |
| *         | KIA 타이거즈  | 최희섭(탬파베이 레이스, 내야수) | 광주제일고등학교     | 2007년 5월 10일 KIA와 계약                                          |
| *         | 롯데 자이언츠 | 송승준(캔자스시티 로열스, 투수) | 경남고등학교         | 2007년 3월 23일 롯데와 계약                                         |
| 1         | SK 와이번스   | 추신수(텍사스 레인저스, 외야수) | 부산고등학교         | 2021년 신세계그룹으로 지명권 인계 2021년 2월 23일 SSG와 계약        |
| 2         | LG 트윈스     | 류제국(탬파베이 레이스, 투수)   | 덕수정보산업고등학교 | 2013년 1월 31일 LG와 계약                                           |
| 3         | 두산 베어스   | 이승학(필라델피아 필리스, 투수) | 부산공업고등학교     | 2007년 4월 5일 두산과 계약                                          |
| 4         | 삼성 라이온즈 | 채태인(보스턴 레드삭스, 내야수) | 부산상업고등학교     | 2007년 4월 5일 삼성과 계약                                          |
| 5         | 현대 유니콘스 | 김병현(콜로라도 로키스, 투수)   | 광주제일고등학교     | 현대 해체 후 히어로즈에 지명권 인계 2012년 1월 18일 히어로즈와 계약 |

## 같이 보기
- 대한민국 출신 메이저 리그 베이스볼 선수 목록